# Ривијера Бич (Мериленд)
Ривијера Бич (енгл. Riviera Beach) насељено је место без административног статуса у америчкој савезној држави Мериленд.

## Демографија
По попису из 2010. године број становника је 12.677, што је 18 (-0,1%) становника мање него 2000. године.
| Група             | 2000.          | 2010.          |
| Белци             | 11.955 (94,2%) | 11.381 (89,8%) |
| Афроамериканци    | 274 (2,2%)     | 514 (4,1%)     |
| Азијати           | 131 (1,0%)     | 137 (1,1%)     |
| Хиспаноамериканци | 175 (1,4%)     | 352 (2,8%)     |
| Укупно            | 12.695         | 12.677         |